# قطعنامه ۲۰۵۷ شورای امنیت
قطعنامهٔ ۲۰۵۷ شورای امنیت سازمان ملل متحد سندی بین‌المللی دربارهٔ گزارش دبیر کل در مورد سودان است. این قطعنامه طی نشست شورای امنیت سازمان ملل متحد در تاریخ ۵ ژوئیه ۲۰۱۲ میلادی با ۱۵ رأی موافق، ۰ مخالف و ۰ ممتنع به تصویب رسید.